# Amours mortes (tant de peine)
Az Amours mortes (tant de peine) (magyarul: Halott szerelmek (Oly sok fájdalom)) egy dal, amely Luxemburgot képviselte az 1957-es Eurovíziós Dalfesztiválon. A dalt Danièle Dupré adta elő francia nyelven.
Az énekesnőt és a dalt belső kiválasztással jelölte ki a luxemburgi televízió.
A dal a francia sanzonok stílusában íródott, melyben az énekesnő korábbi kedvesének mondja el célját, hogy elfelejtse őt és a fájdalmat, amit okozott az elválás.
A március 3-án rendezett döntőben a fellépési sorrendben másodikként adták elő, a belga Bobbejaan Schoepen Straatdeuntje című dala után és a brit Patricia Bredin All című dala előtt. A szavazás során nyolc pontot szerzett, ami a negyedik helyet érte a tízfős mezőnyben.

## Kapott pontok
| Kapott pontok                                                                                 |  |  | 1 | 4 | 3 |  |  |  |  |  |
| A tábla a fellépés sorrendjében van rendezve. A szavazás menete fordított sorrendben történt. |  |  |   |   |   |  |  |  |  |  |

## Külső hivatkozások
- Dalszöveg
- Az Amours mortes (tant de peine) című dal előadása a frankfurti döntőben. YouTube